# Chronogaster boettgeri
Chronogaster boettgeri är en rundmaskart som beskrevs av Kischke 1956. Chronogaster boettgeri ingår i släktet Chronogaster och familjen Leptolaimidae. Inga underarter finns listade i Catalogue of Life.